# Winx Club: Join the Club
Winx Club: Join the Club (с англ. — «Клуб Винкс: Вступай в клуб») — компьютерная игра в жанре action от третьего лица, разработанная N-Space по заказу Konami. Она была анонсирована на E3 в мае 2006 года и выпущена в 2007 году для портативной игровой консоли PlayStation Portable. Игра основана на событиях второго сезона итальянского мультсериала «Клуб Винкс». Она представляет собой коллекцию мини-игр, в которых игрок управляет одной из шести главных героинь сериала, а в некоторых случаях и мужскими персонажами. Сюжетная линия игры открывается по мере прохождения мини-игр. Кроме того, во время их прохождения игрок имеет возможность собирать бонусные предметы, которые впоследствии может использовать для декорирования комнат школьного общежития и смены нарядов героинь.
Критики восприняли игру в основном отрицательно. Они отмечают слишком долгое время загрузки игры, а также чрезмерную простоту представленных в ней мини-игр. Кроме того, некоторые рецензенты выразили отрицательное мнение о графической и звуковой составляющих игры. Ряд критиков также обращает внимание на плохое управление в ряде мини-игр и на несвязанность сюжетного повествования. Возможность декорирования комнат школьного общежития и смены нарядов героинь удостоилась достаточно положительных отзывов, но в целом критики сходятся во мнении, что этого недостаточно для поддержания интереса к игре. В то же время, в ряде рецензий были отмечены плюсы в виде профессионально записанной музыки и передачи атмосферы оригинального сериала.

## Мир игры
Игра основывается на сеттинге второго сезона итальянского мультсериала «Клуб Винкс». Сюжет сериала повествует о команде юных фей, называющих себя Винкс и борющихся со злом в мире волшебства. Вымышленная вселенная сериала состоит из нескольких измерений, главным из которых является Магикс — волшебный мир, закрытый от обычных людей и населённый феями, ведьмами, пикси, ограми, троллями, монстрами и другими существами. Концепция волшебства фей в сериале представлена в виде волшебных трансформаций, которые они получают, выполнив определённые действия. Трансформации увеличивают их силы и в некоторых случаях позволяют пользоваться магией в конкретной среде. В частности, во втором сезоне героиням удаётся побороть ряд своих слабостей, и они осваивают трансформацию Чармикс, позволяющую использовать магию в измерениях, устойчивых к обычному волшебству.
Главные героини — шесть девушек с разных планет: Блум, Стелла, Флора, Муза, Текна и Лейла. Последняя присоединяется к команде на момент событий игры. Все они являются ученицами Алфеи — школы для фей. Блум, Стелла и Лейла на своих планетах являются принцессами. У героинь есть бойфренды — так называемые специалисты из школы Красный Фонтан, где они учатся владеть лазерным оружием. На момент событий игры только у Лейлы ещё нет пары. Специалисты появляются в видеовставках, а также иногда принимают участие в игровом процессе, в том числе в качестве игровых персонажей. Игра повествует о противостоянии Винкс с тремя ведьмами: Айси, Дарси и Сторми, которые являются заклятыми врагами фей. Ведьмы объединились с Лордом Даркаром, который ищет четыре части Кодекса, способного дать ему огромную власть. Задачей Винкс является защита Кодекса.

## Игровой процесс
Сюжетная линия игры открывается по мере прохождения мини-игр разных типов: игры на память, платформерные забеги, музыкальные игры, аркадные авиасимуляторы, аналоги SSX, Zuma, «Тетриса», лабиринты и шутеры. Вступлениями к мини-играм служат видеовставки, взятые напрямую из мультсериала, на котором основана игра. Всего в игре есть пять локаций, в каждой из которых есть несколько дверей. Через двери игрок получает доступ к конкретным мини-играм, а также к общей карте. Локации, доступные игроку по мере прохождения игры в хронологическом порядке: Red Fountain (с англ. — «Красный Фонтан»), Cloud Tower (с англ. — «Облачная Башня»), Alfea Dorms (с англ. — «Общежития Алфеи»), Alfea (с англ. — «Алфея»), Shadow Haunt (с англ. — «Логово Теней»). Проходя мини-игры, игрок открывает другие испытания в этих же играх, а также иные мини-игры, доступные через другие двери. Следующая локация открывается после прохождения мини-игр за всеми дверями в текущей локации. В мини-играх, необходимых для прохождения сюжета, игрок берёт на себя роль одной из фей Винкс или одного из специалистов из школы Красный Фонтан, без права выбора. При этом проходить все испытания в каждой мини-игре не обязательно для прохождения сюжета — достаточно пройти только первое, а другие нужны только для открытия бонусных предметов: видеоклипов, песен, нарядов и предметов мебели. Игры, в которых есть несколько испытаний, можно переигрывать каждой феей Винкс, выбрав другого персонажа и вернувшись к соответствующим дверям. В таких играх игрок открывает предметы, соответствующие тому персонажу, за которого проходилась мини-игра. Помимо прочего, в игре есть функция мультиплеера, позволяющая играть совместно с другими игроками, а также обмениваться с ними найденными предметами одежды и декора.
В играх на память игроку показываются определённые люди или объекты, и он должен запомнить связанные с ними детали или их расположение, а затем выбрать верные варианты. Одним из примеров таких игр является Blushing Flora (с англ. — «Застенчивая Флора»), где игрок должен запомнить расположение предметов в комнате, прежде чем Сторми раскидает их по полу, а затем вернуть их на места. Другими примерами игр со схожей концепцией являются Brandon to the Rescue (с англ. — «Брендон приходит на помощь») и Which Witch? (с англ. — «Которая из ведьм?»), где игрок должен победить Дарси, несколько раз подряд выбрав настоящую ведьму вместо иллюзий, которые она создаёт.
В играх-забегах игрок управляет бегущим персонажем, пытаясь избежать урона от противников и огибая препятствия. В качестве примера можно привести игру Storm Chaser (с англ. — «Охотник за бурей»), где игроку необходимо убегать от Сторми и её торнадо, огибая ямы и иные препятствия на своём пути, пока персонаж не достигнет безопасного места. Такая же концепция представлена в игре Rest, Relax, & Run (с англ. — «Отдохни, расслабься и беги»), где специалист Тимми должен заманить ведьм в ловушку, попутно убегая от монстра. Похожим геймплеем обладают игры Hall of Terror (с англ. — «Коридор страха») и Shield Limit (с англ. — «Предел щита»), с единственным отличием в том, что в первой игрок ни от кого не убегает, а просто бежит, а в последней он сам гонится за Айси, уворачиваясь от её снежных шаров.

Геймплей игры: в мини-игре, напоминающей симулятор сноуборда, управляемая игроком героиня должна спуститься по склону наперегонки с другим персонажем.

К другому типу мини-игр относится подобие симулятора сноуборда: в частности, в играх Underworld Assault (с англ. — «Подземный штурм») и Sky Shield (с англ. — «Небесный щит») игроку требуется спускаться по склону на доске. При этом в первой присутствует соревновательный элемент: игрок должен добраться до финиша раньше второстепенного персонажа. Примером аркадного авиасимулятора можно назвать мини-игру Mayhem Globe Mania, в которой игрок берёт на себя управление магическим воздушным судном специалистов, и ему нужно добраться до пункта назначения, не врезаясь в элементы ландшафта. К музыкальным мини-играм относится Heart Attack (с англ. — «Атака сердца»; каламбур от «сердечный приступ»), где от игрока требуется вовремя нажимать клавиши, произносимые диктором (вверх, вниз, влево, вправо), в результате чего героиня выполняет определённые движения, позволяющие ей атаковать ведьм.
В игре также присутствуют аркадные шутеры. Так, в Bad Bloom (с англ. — «Плохая Блум») где игрок принимает на себя роль одной из пикси в погоне за Блум, находящейся под злым заклинанием, в пределах вертикального пространства. Пикси самостоятельно осуществляет погоню, а от игрока требуется совершать выстрелы в виде магических зарядов, которыми можно как атаковать Блум, так и сбивать её заряды. Ещё одним примером простого аркадного шутера является игра Principal Showdown (с англ. — «Разборка директоров»), где игроку нужно наводить прицел на отмеченные участки огромного монстра и нажимать определённую клавишу для выстрела.
Наконец, в игре представлены мини-игры на реакцию. В частности, в игре Portal Password (с англ. — «Пароль от портала») игрок видит движущиеся фигуры из «Тетриса» и должен нажать определённую кнопку в тот момент, когда пролетающая фигура совпадает со своим контуром. В других игрок должен несколько раз вовремя нажать определённую последовательность клавиш, чтобы «объединить силы». К таким играм относится Convergence (с англ. — «Конвергенция») и Defeat Darkar (с англ. — «Уничтожить Даркара»). В конце последней от игрока требуется дополнительно нажать одну клавишу для финального удара.

## Отзывы
| Сводный рейтинг    | Сводный рейтинг |
| Агрегатор          | Оценка          |
| ------------------ | --------------- |
| GameRankings       | 34,11 %         |
| Game Ratio         | 25 %            |
| Metacritic         | 30              |
| MobyRank           | 25              |
| Иноязычные издания |                 |
| Издание            | Оценка          |
| GameZone           | 3/10            |
| IGN                | 3/10            |
| Game industry News | [ 15 ]          |
| Game Chronicles    | 3,5/10          |
| GamesMaster        | 42 %            |
| GameShark          | F               |
| Game Vortex        | 90 %            |
| Lawrence.com       | 2,5/10          |
| Everyeye.it        | 3/10            |
| PSP.de             | 55 %            |

По сути, Join the Club — это простая коллекция мини-игр, связанных друг с другом по сюжету весьма неустойчивым образом, возможно даже, настолько плохо продуманным, что почти ничего не понятно. Геймплей представляет собой полную безыдейность, объединённую лишь тривиальной механикой и совсем не весёлую. <...> Для увеличения продолжительности игры имеется возможность декорировать шесть комнат. Эта идея может взывать к «модной» стороне игроков, но на самом деле представляет собой довольно поверхностную опцию, позволяющую изменить пару предметов мебели и цвет обоев: нежели чем называть это дополнительной функцией рассматриваемого продукта, я посмею назвать это мусорной корзиной, призванной привлечь некоторых поклонников сериала, а также частично замаскировать скудность основного режима.
Оригинальный текст (итал.)Join the club, nei fatti, è una semplice collezione di minigiochi legati tra loro da un plot narrativo più che labile, o forse talmente mal concepito da risultare quasi incomprensibile. Il gameplay rispecchia una totale mancanza di idee, dimostrandosi come un amalgama per nulla riuscito di meccaniche banali e per nulla divertenti. <...> Ad aumentare la longevità, già di per sé piuttosto esigua, vi è la possibilità di personalizzare le stanze del dormitorio di ognuna delle sei protagoniste. Un’idea che potrebbe solleticare il lato “fashion” delle giocatrici ma che, in realtà, si rivela un’opzione piuttosto superficiale dove ci si limita a cambiare un paio di mobili e il colore della carta da parati: più che un valore aggiunto del titolo in questione, oserei definirlo uno specchietto per le allodole atto a richiamare qualche fan della serie in più e a coprire parzialmente la pochezza della modalità principale.Андреа Гварашио, EveryEye.it
Подавляющее большинство критиков оценили игру отрицательно. Рецензенты отмечают неприемлемо долгое время загрузки как самой игры, так и любых её уровней, а саму игру характеризуют как набор плохо реализованных мини-игр. В обзоре из британского журнала GamesMaster рецензент пишет, что Join the Club представляет из себя «скорее рекламу мультфильма, нежели игру».
Крис Ропер c IGN пишет, что единственная интересная функция игры — многочисленные открываемые предметы, такие как одежда и мебель, но в то же время он не считает её достойной особенного внимания, поскольку она не влияет на геймплей. Такого же мнения придерживается Джевон Дженкинс с Game industry News: по его мнению, этот элемент игры «довольно занятный, но быстро приедается». Автор обзора на GameZone считает эту функцию единственным, что способно удержать кого-то за игрой. Он называет её хорошим дополнением к игровому процессу, но недостаточным, чтобы сделать игру интересной. Другой недостаток критик с IGN видит в видеоклипах низкого качества, и с этим соглашается Андреа Гварашио с итальянского сайта Everyeye.it, сравнивая качество клипов с оцифровкой с несколько раз бывшего в употреблении VHS. Ряд рецензентов также отмечает, что видеоролики совершенно не раскрывают сюжет, что делает его непонятным для тех, кто не знаком с сериалом. Графика игры также в основном получила отрицательные отзывы критиков, которые характеризуют её как слишком простую и невзрачную. Ряд критиков считает представленные мини-игры слишком простыми и неинтересными, а некоторые также отмечают неудобное управление. В рецензиях GameZone и GamerShark отмечается, что целевая аудитория игры явно не совпадает с таковой у PSP, поскольку обладатели консоли состоят преимущественно из мужчин, ожидающих от игр большей интенсивности. Макс Цешиц с немецкого сайта PSP.de называет игру не самым удачным примером лицензированной продукции, приводя в пример более успешные лицензированные игры Konami.
Некоторые критики отрицательно высказались и о моральной стороне игры. Так, рецензент сайта GamerNode считает, что главные героини зациклены на молодых людях. На его взгляд, героини игры выглядят как проститутки и не представляют собой ничего без своих парней. Половина миссий, по его словам, заключается в том, чтобы «достичь безопасного места рядом со студентами-мужчинами». Winx Club, как считает автор, относит женщин к низшему сословию, чья единственная ценность заключается в красоте и домашних делах. Хорошую раскупаемость игры он предсказывает исходя из популярности сериала. Эндрю Кэмпбелл с Lawrence.com отрицательно высказался о франшизе в похожем ключе, характеризуя её персонажей как «пустых», думающих «только об одежде, парнях и ветре в своей голове». Он сравнивает франшизу с воображаемой версией «Гарри Поттера», в которой персонажи постоянно пьют пиво, скачивают порно и мастурбируют, и считает, что «Клуб Винкс» настолько же неприемлем для девочек, как такой «Гарри Поттер» был бы неприемлем для мальчиков.
В противовес многим отрицательным рецензиям, Эшли Перкинс с ресурса Game Vortex опубликовала положительный обзор. Рецензент считает, что игра содержит сочную графику, запоминающуюся музыку и придётся по вкусу поклонникам франшизы. Перкинс положительно выделяет качество озвучивания, а также обилие сюжетных видеовставок из мультсериала в начале и в конце каждой мини-игры. Сами мини-игры, как отмечается в обзоре, весьма короткие, и в них удобно играть во время небольших перерывов. К другим плюсам автор рецензии относит автоматическое сохранение прогресса игры. Ещё одним достоинством, которое понравится фанатам сериала, она считает возможность исследовать комнаты героинь в общежитии Алфеи. Большинство мини-игр Перкинс описывает как достаточно увлекательные и простые в освоении, хотя некоторые из них (в частности, гоночные), на её взгляд, обладают плохо продуманным управлением. Возможность открывать множество нарядов и декораций рецензент считает замечательным способом продлить удовольствие от игры. Долгие экраны загрузки Перкинс считает возможным отталкивающим фактором для детей, но в целом оценивает игру положительно — на её взгляд, она может показаться интересной даже взрослым людям, которые никогда не слышали о мультсериале, поскольку отлично «убивает время».
Мнения критиков об игровом саундтреке разделились. В рецензии на IGN музыка игры описывается как «чрезвычайно дрянная, заглушающая и без того немногие диалоги», на GameZone — как «невероятно плохая», а Эндрю Кэмпбелл с Lawrence.com описывает её как «худшее, что он когда-либо слышал». В то же время, Джефф Джедгод с ресурса Game Chronicles считает, что саундтрек записан профессионально и напоминает типичную поп-музыку, а Андреа Гварашио с EveryEye.it пишет, что музыка в игре является релевантной по отношению к оригинальному мультсериалу. На PSP.de, с одной стороны, саундтрек описывается как «несколько раздражающих повторяющихся мелодий», но в то же время рецензент замечает, что качество композиций находится на достаточно высоком уровне и придётся по вкусу поклонникам сериала.

## Комментарии
1. ↑  Точнее, на его американизированной версии от 4Kids.
2. ↑  По сюжету оригинального сериала это название ничего не значит, но в игре так называется волшебная сила фей (по аналогии с версией сериала от 4Kids).
3. ↑  В оригинальном итальянском сериале Лейлу зовут Аиша (итал. Aisha), но во многих локализациях её имя было изменено на Лейла (англ. Layla).
4. ↑  Специалисты — тренированные бойцы, проходящие или закончившие обучение в школе Красный Фонтан.
5. ↑  От англ. Mayhem — погром, потасовка; англ. Globe — шар, сфера; англ. Mania — мания.